# Distretto di Šinėžinst
Il distretto di Šinėžinst è uno dei venti distretti (sum) in cui è suddivisa la provincia di Bajanhongor, in Mongolia. Conta una popolazione di 2.187 abitanti (censimento 2006).